# Ramon de Rocafort i Casamitjana
Ramon de Rocafort i Casamitjana († Barcelona, 8 de maig de 1901) fou un propietari i cacic polític català.

## Biografia
Era un hisendat de Santa Maria d'Oló i monàrquic liberal, alcalde d'Artés durant el Sexenni Democràtic també conegut com l'Esparver de la Muntanya. Fou membre de la directiva de l'Institut Agrícola Català de Sant Isidre (IACSI) el 1881-1884 i diputat provincial pel districte de Moià el 1871-1872 i 1874-1875.
Després de la restauració borbònica ingressà al Partit Conservador i fou novament diputat provincial per Moià (1875-1877), Sallent (1877-1882) i Manresa (1896-1900). Endemés fou elegit diputat pel districte de Manresa a les eleccions generals espanyoles de 1884 i pel de Castellterçol a les eleccions generals espanyoles de 1886, 1891, 1893 i 1899.